# إيتا لي
إيتا لي (بالإنجليزية: Etta Lee)‏ هي ممثلة أمريكية، ولدت في 12 سبتمبر 1906 في كاواي في الولايات المتحدة، وتوفيت في 27 أكتوبر 1956 في يوريكا في الولايات المتحدة.

## وصلات خارجية
- إيتا لي على موقع IMDb (الإنجليزية)
- إيتا لي على موقع قاعدة بيانات الفيلم (الإنجليزية)